# Exopalpus notata
Exopalpus notata är en tvåvingeart som först beskrevs av Jacques-Marie-Frangile Bigot 1888.  Exopalpus notata ingår i släktet Exopalpus och familjen parasitflugor. Inga underarter finns listade i Catalogue of Life.